# Karl-Marx-Haus

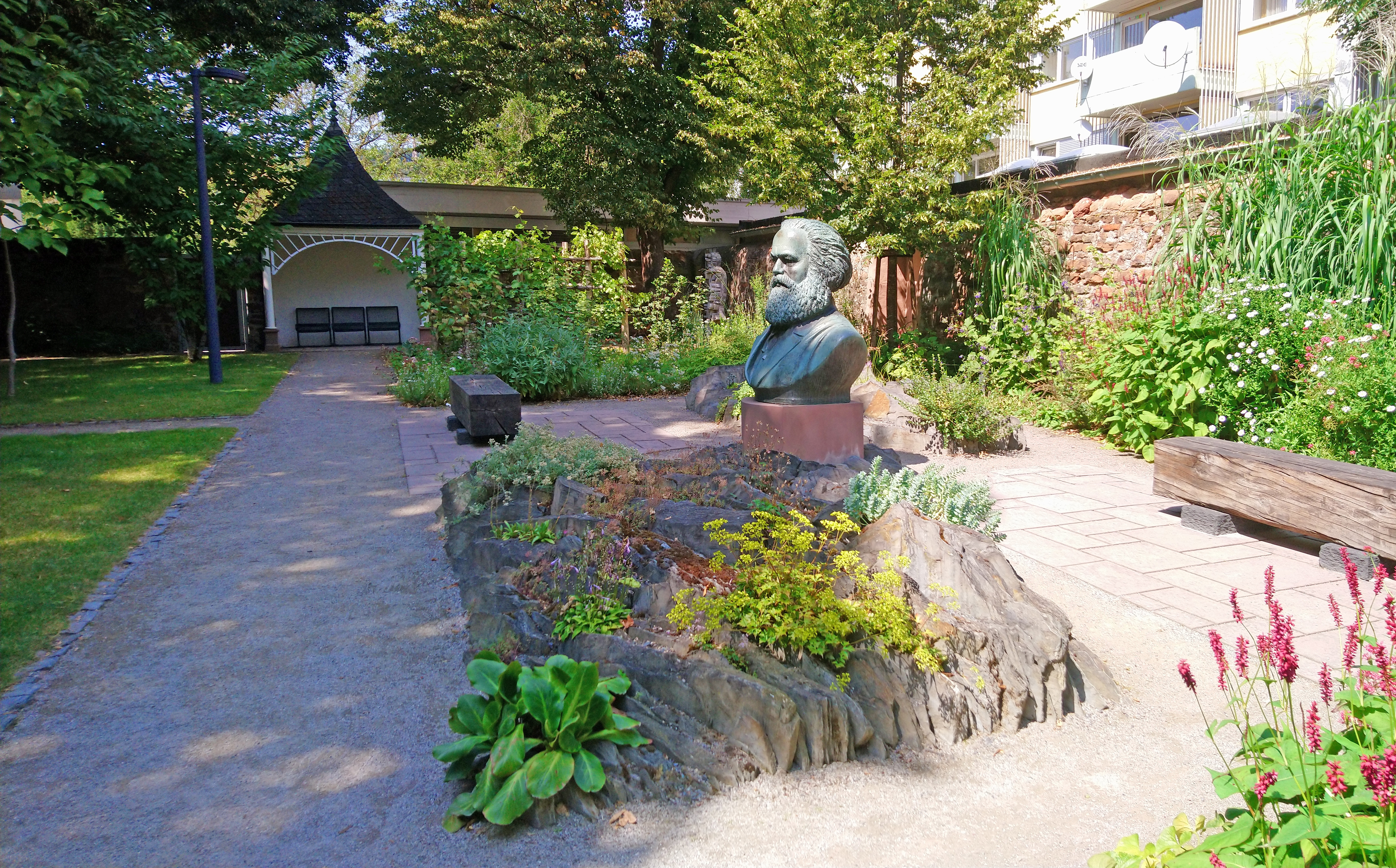
Garten des Karl-Marx-Hauses

Das Karl-Marx-Haus in Trier ist das Geburtshaus des deutschen Ökonomen, Philosophen, Autors und Revolutionärs Karl Marx und heute ein Museum.

## Geschichte des Wohnhauses
Das Haus wurde im Jahr 1727 in der Brückengasse 664 (heute Brückenstraße 10) im typischen Trierer Barockstil im Auftrag der Beamtenfamilie Polch erbaut. Der zweistöckige, traufständige Bau mit fünf Achsen, segmentbogig geschlossenen Fenstergewänden mit Keilsteinen sowie Mansarddach entsprach dem regionalen Bauschema der Saar-Mosel-Region im 18. Jahrhundert. Im Jahr 1802 wurde es von der Hofratswitwe Johanna Catharina Haas der Pfarrkirche St. Laurentius vermacht, aus deren Besitz es nur drei Jahre später an den Apotheker Franz Martin Peillers versteigert wurde. Nach dem Tod der Eheleute Peillers im Jahr 1818 zog die jüdische Familie Marx im April desselben Jahres zur Miete in das Haus. Karl Marx kam dort am 5. Mai 1818 als drittes Kind des Advokaten Heinrich Marx und dessen Ehefrau Henriette Marx zur Welt. Im Oktober 1819 bezog die Familie Marx ein von Peter Schwarz gekauftes, kleineres Wohnhaus (Karl-Marx-Wohnhaus) in der Simeongasse (heute Simeonstraße 8), in der Nähe der Porta Nigra. Dort erinnert heute nur noch eine Gedenktafel an Karl Marx.
Nach einem Brand, der das Mansarddach zerstörte, wurde das Haus im Jahr 1875 um eine weitere Etage erhöht, 1893 im Erdgeschoss ein Ladenlokal eingebaut. 1901 folgte der Anschluss an die Kanalisation. Im Jahr 1909 erwarb der Glasermeister Peter Fries das Haus im Rahmen einer Zwangsversteigerung.

## Entdeckung, SPD-Kauf und nationalsozialistische Enteignung

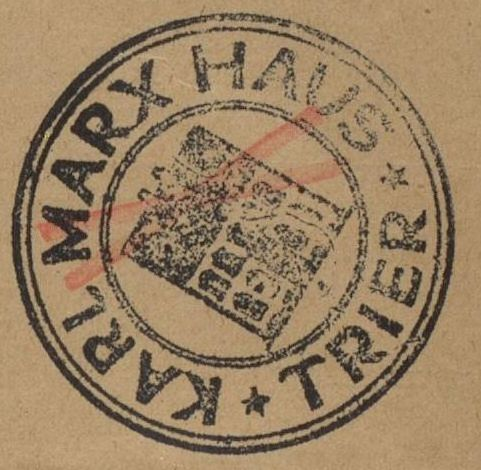
Besitzstempel des Karl-Marx-Hauses Trier, um 1930

Das Geburtshaus von Karl Marx geriet in Vergessenheit. Erst 1904 entdeckte der sozialdemokratische Grafiker Friedrich Schnetter eine Umzugsanzeige von Heinrich Marx in der Trier'schen Zeitung vom 5. April 1818. Nachdem die KPD 1926 mit einem Kaufversuch gescheitert war, gelang es der SPD 1928, das Haus für 93.739 Goldmark zu erwerben. Ab 1930 wurde es durch den Trierer Architekten Gustav Kasel (1883–1951) restauriert. Dabei versuchte man, möglichst den ursprünglichen Zustand des Gebäudes wiederherzustellen; unter anderem wurde das später aufgesetzte Stockwerk wieder abgetragen und das originale Mansarddach rekonstruiert. Im Erdgeschoss wurden nachträglich eingebaute Schaufenster wieder beseitigt, die ehemaligen Hintergebäude und der Garten waren nur noch in Resten erhalten und mussten ebenfalls rekonstruiert werden. Durch den langsamen Fortgang dieser Arbeiten verzögerte sich die für den 5. Mai 1931, den 113. Geburtstag von Marx, geplante Eröffnung als Museum. Geplant war die Eröffnung als „Haus der Arbeiterschaft“ in Form eines Marx-Museums mit internationaler Forschungsstelle. Offensichtlich war für diese Einrichtung auch schon der Aufbau einer Sammlung begonnen worden, es sind zumindest verschiedene Bücher mit einem entsprechenden Besitzstempel der Einrichtung aus anderen Bibliotheken bekannt. In der Endphase der Weimarer Republik war das Haus wegen seiner Symbolkraft Gegenstand politischer Kontroversen, zur Eröffnung des Museums kam es nicht. Im September 1932 zogen Verlag und Redaktion der SPD-Parteizeitung „Die Volkswacht“ in die Räumlichkeiten ein.
Nach der Machtübertragung an die Nationalsozialisten wurde das Haus am 6. März 1933 von der Sturmabteilung besetzt, am 4. Mai zwangsenteignet und in der Folge als Druckerei der lokalen NSDAP-Parteizeitung „Trierer Nationalblatt“ genutzt. Im Zweiten Weltkrieg wurde das Haus zu einem Grad von 33 % beschädigt, konnte aber nach 1945 saniert werden.

## Einrichtung des Museums Karl-Marx-Haus
Am 5. Mai 1947 wurde zunächst das zeittypisch eingerichtete Geburtszimmer von Karl Marx für die Öffentlichkeit geöffnet und die übrigen Räume weiterhin als Büros der SPD verwendet. Im Jahr 1968 wurde das Museum durch Willy Brandt neu eröffnet sowie um eine Forschungsstelle ergänzt. Im März 1977 konnte der 100.000 Besucher im Karl-Marx-Haus begrüßt werden. 1981 wurde in der Johannisstraße 28, in unmittelbarer Nähe zum Geburtshaus, ein Studienzentrum mit wissenschaftlicher Bibliothek und MEGA-Arbeitsstelle neu errichtet. Am 14. März 1983, dem 100. Todestag von Karl Marx, öffnete das Museum nach einjähriger Umbau- und Renovierungsarbeit, auf allen drei Etagen neugestaltet, wieder seine Pforten. Am 10. September 1987 war der Staatsratsvorsitzende der DDR, Erich Honecker, im Rahmen seines Besuchs in der Bundesrepublik unter anderem zu Gast in Trier. Dort besuchte er gemeinsam mit dem Ministerpräsidenten von Rheinland-Pfalz, Bernhard Vogel, das Karl-Marx-Haus und legte einen Kranz nieder. Darin sah Honecker einen „besonderen Höhepunkt“ seiner Reise. Zu dieser Zeit besuchten über 50.000 Menschen jährlich das Museum, eine Zahl, die sich nach dem Zusammenbruch der Sowjetunion vorübergehend halbierte.
Im Jahr 2005 erhielt das Haus das erste Mal eine von Grund auf neu konzipierte Ausstellung. Sie berücksichtigte neben den Leben von Karl Marx auch die Geschichte des Kommunismus und widmete sich verstärkt der Wirkungsgeschichte von Marx im 20. Jahrhundert generell. Im Jahr 2009 wurden die Bibliothek und originale Dokumente des Forschungszentrums in das Archiv der Friedrich-Ebert-Stiftung überführt.

## Aktuelle Ausstellung

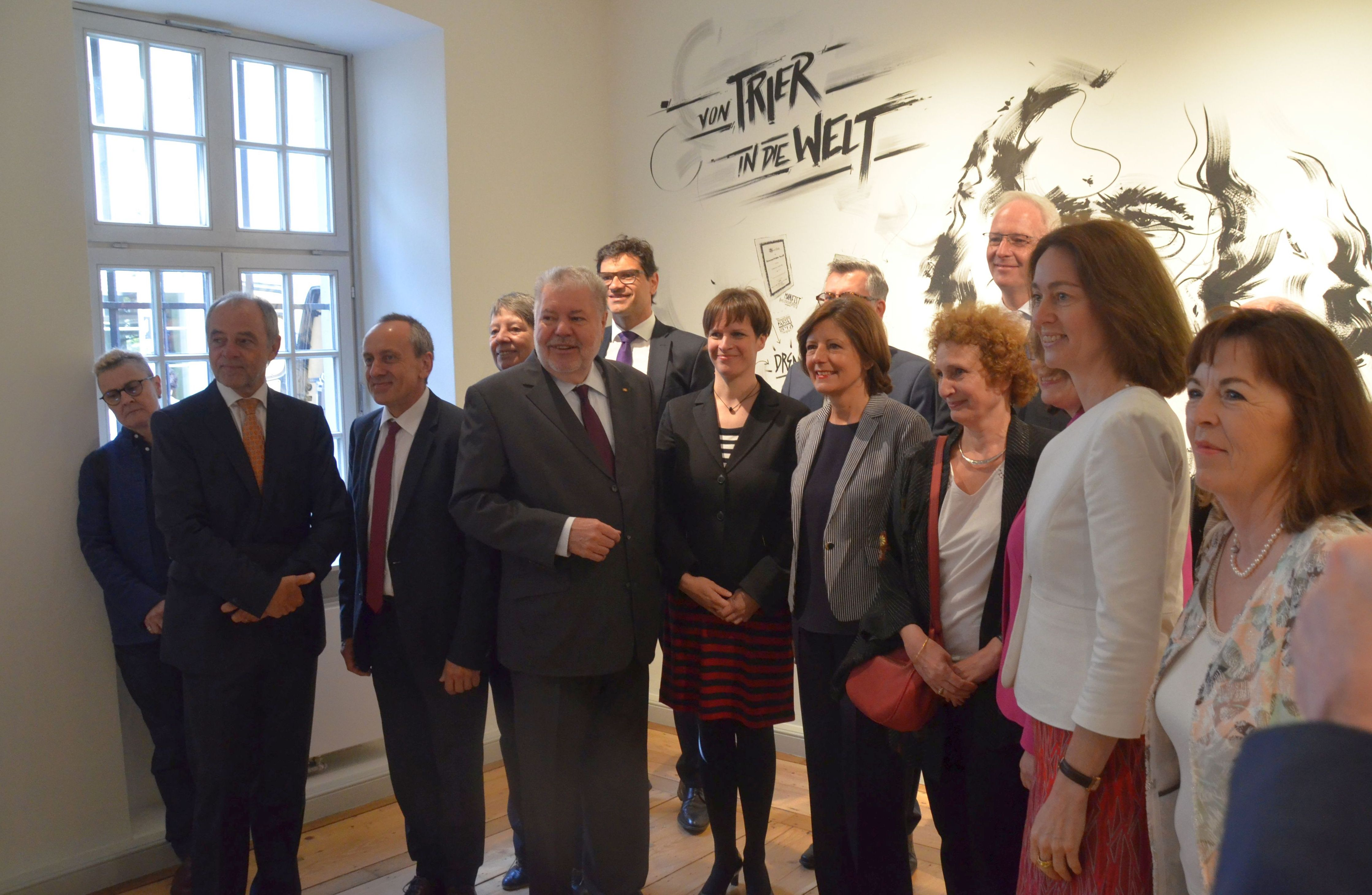
Eröffnung der neuen Dauerausstellung am 5. Mai 2018

In Vorbereitung des 200. Geburtstages von Karl Marx 2018 wurde das Haus für acht Monate geschlossen, um es umfassend zu sanieren und eine vollkommen neue Dauerausstellung umzusetzen. Die Neueröffnung erfolgte am 5. Mai 2018 in Anwesenheit der damaligen SPD-Vorsitzenden Andrea Nahles, des FES-Vorsitzenden Kurt Beck, Ministerpräsidentin Malu Dreyer, der Nachfahren von Karl Marx sowie von Günther Jauch, dessen Ururururgroßvater als zweiter Bürgermeister Triers die Geburtsurkunde von Karl Marx unterzeichnet hatte.
Die neue Dauerausstellung mit dem Titel „Von Trier in die Welt: Karl Marx, seine Ideen und ihre Wirkung bis heute“ teilt sich in drei Abschnitte. Im Erdgeschoss befinden sich die Ausstellungseinheit „Biografie“ sowie ein Raum für Sonderausstellungen. Das erste Obergeschoss befasst sich mit dem Werk und der Werkentstehung von Karl Marx sowie mit der Rezeption bis zum Jahr 1939, hier wird auch der Sessel aus Marx’ Privatwohnung ausgestellt, in dem er wahrscheinlich 1883 verstarb. Das zweite Obergeschoss schließt mit der Wirkungsgeschichte von 1939 bis zur Gegenwart.
In Medien und Wissenschaft wurde die Ausstellung gemischt aufgenommen. Während Barbara Grech im Sender SR 3 Saarlandwelle Leben und Werk als „sehr modern interpretiert“ lobte und die „plastische, symbolträchtige Ausstellungsarchitektur“ hervorhob, bemängelte Wiebke Wiede bei H-Soz-Kult, die an die Wand gemalten Bilder und Informationen verlören „sich allerdings mehr als einmal inhaltlich in Belanglosigkeiten“ oder seien schlecht erkennbar. Das Wochenmagazin Forum beschrieb das Ausstellungsdesign als begeisternd, während die World Socialist Web Site sie als die „am stärksten von bürgerlichen Vorurteilen überlagerte“ Ausstellung des Jubiläumsjahres bezeichnete.

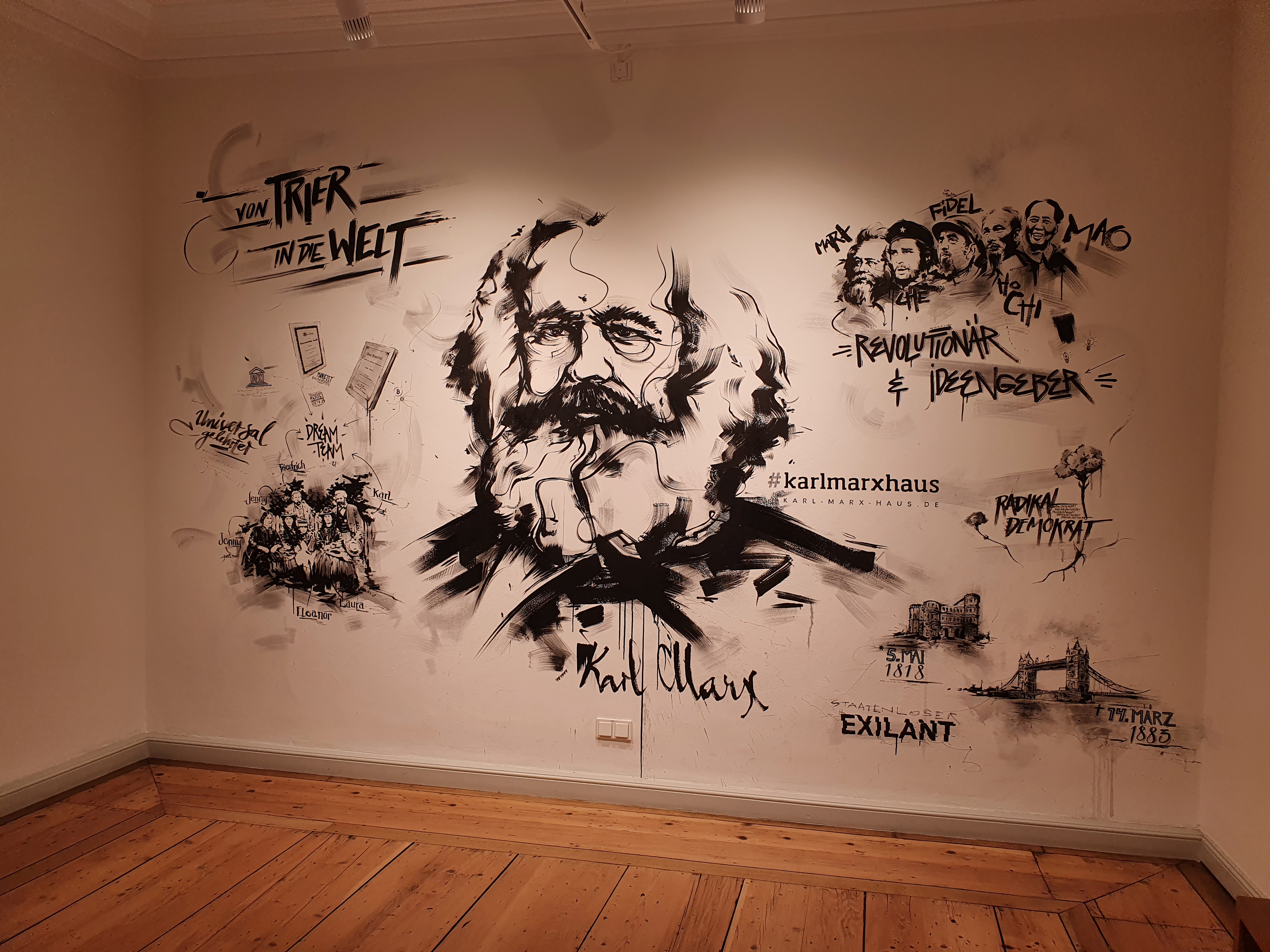
Eingangsbereich mit Graffiti
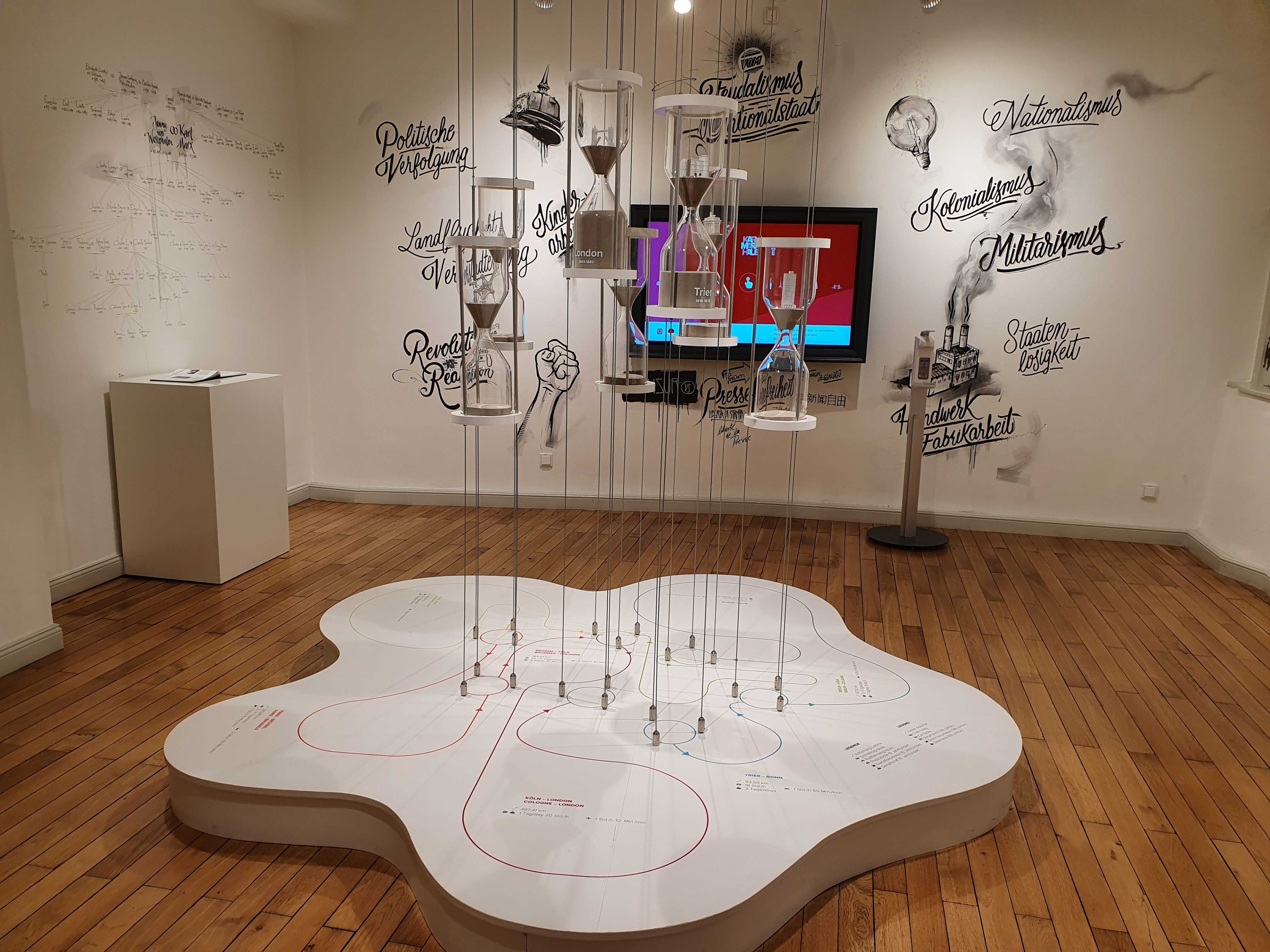
Biografie-Raum im Erdgeschoss
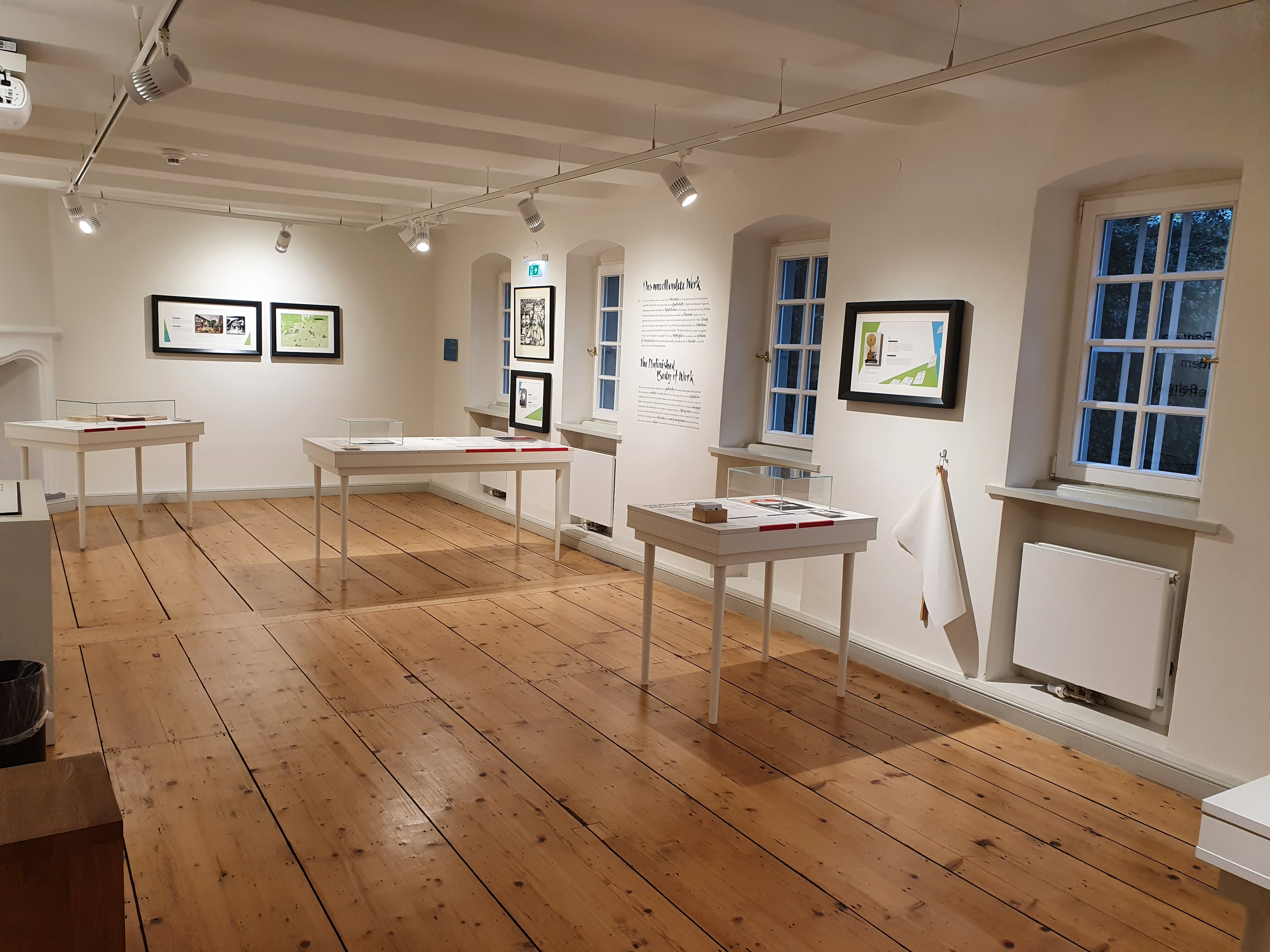
„Werk“-Raum im 1. Obergeschoss, Hinterhaus
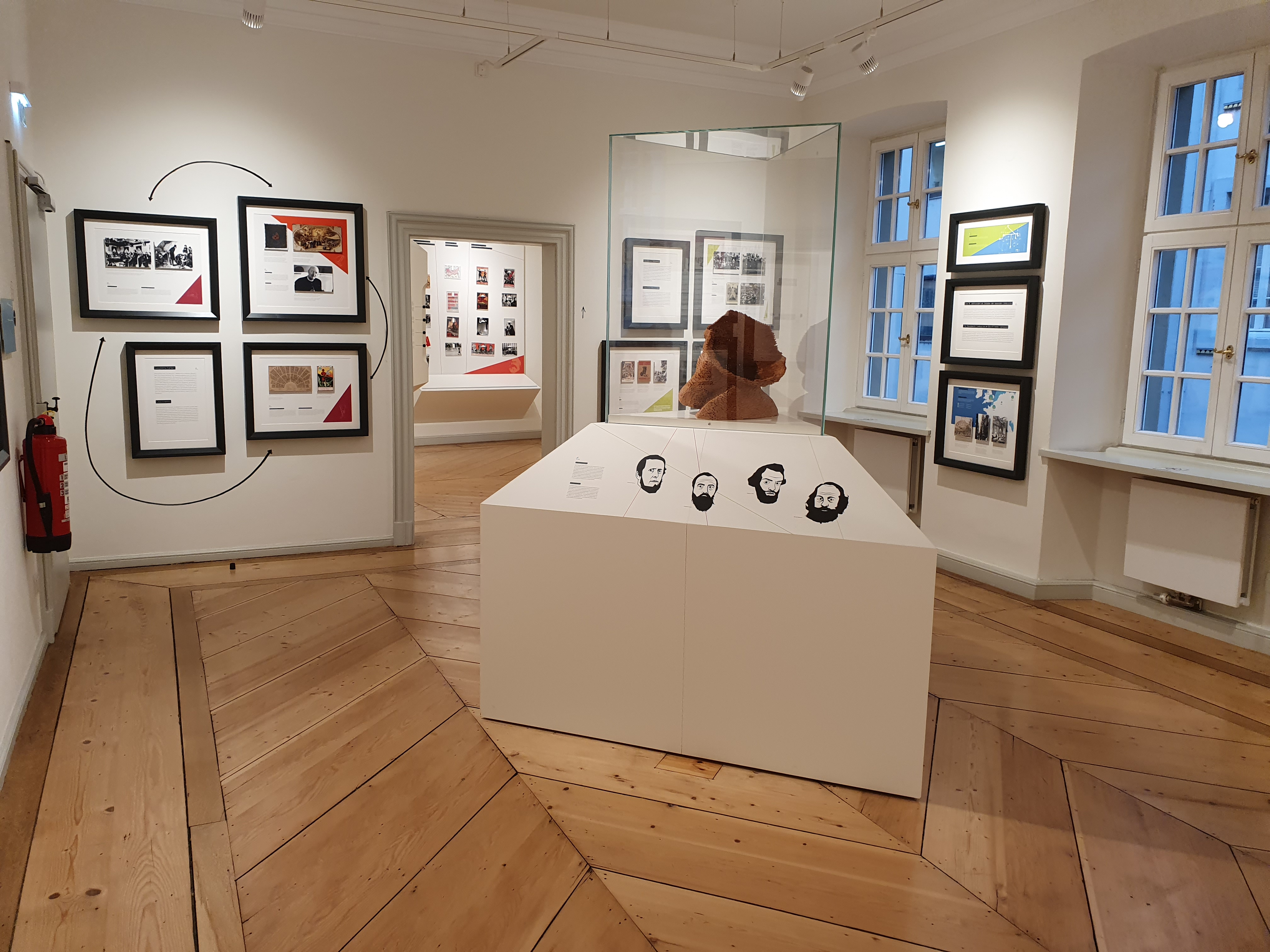
Ausstellungsraum zur Wirkungsgeschichte bis 1939

Das Karl-Marx-Haus hatte bis zum Beginn der COVID-19-Pandemie jährlich rund 50.000 Besucher, im Jubiläumsjahr 2018 waren es 62.000. Rund 60 % davon sind internationale Gäste, der Großteil davon Touristen aus China, für die es eine der Hauptsehenswürdigkeiten in Deutschland ist. Entsprechend bietet das Museum Führungen in verschiedenen Sprachen an. Seit 2018 öffnet sich das Museum zunehmend digitalen Vermittlungsmethoden, beispielsweise mit live gestreamten Veranstaltungen und einem 360°-Onlinerundgang durch das gesamte Haus.

## Leitung
- Hans Pelger (1968–2003)[19]
- Beatrix Bouvier (2004–2009)
- Anja Kruke (seit 2010)
- Elisabeth Neu (2010–2021)
- Jürgen Schmidt (seit 2021)